# Yangnyung
Yangnyung (* 1394; † 7. September 1462) war ein koreanischer Prinz, Dichter, Maler und Schriftsteller während der Joseon-Dynastie. Er war Sohn von Taejong von Joseon, 3. König der Joseon-Dynastie in Korea. Sein Geburtsname war Yi Je (이제, 李禔).